# Leif Leifland
Leif Leifland, född 30 december 1925 i Stockholm, död 3 april 2015 i Hedvig Eleonora församling i Stockholm, var en svensk diplomat. Han var tillfällig chargé d’affaires i Washington 1973–1974, utrikesråd och chef för Utrikesdepartementets (UD) politiska avdelning 1975–1977, kabinettssekreterare 1977–1982 och ambassadör i London 1982–1991.

## Biografi
Leif Leifland växte upp i Jönköping och studerade vid Lunds universitet. Efter juristexamen 1951 anställdes han vid UD samma år. Han tjänstgjorde i Aten 1953–1955 och i Bonn 1955–1958 samt var biträdande sekreterare i Nordiska rådets svenska delegation 1958–1960 samtidigt som han arbetade på UD:s politiska avdelning. Efter att ha tjänstgjort på svenska ambassaden i Washington 1960–1964 återvände han till Stockholm där han arbetade dels på Utrikesdepartementet och dels som sekreterare i Riksdagens utrikesutskott.   
Olof Palmes jultal 1972, som fördömde julbombningarna över Hanoi och jämförde dessa med nazistiska utrotningslägren, ledde till en allvarlig diplomatisk kris mellan USA och Sverige. USA kallade hem sin Stockholmsambassadör och accepterade inte Sveriges nyutnämnda Washingtonambassadör Yngve Möller 1973. I denna situation placerades återigen Leifland i Washington och kom där att 1973 och 1974 tjänstgöra som tillförordnad beskickningschef, så kallad chargé d’affaires. I sin bok Frostens år, som bygger på hemligstämplade amerikanska dokument som Leifland fick tillgång till, menade han att Palme och den svenska utrikespolitiska ledningen ofta gjorde sig skyldiga till felbedömningar av signaler som Henry Kissinger och Richard Nixon utsände. Detta, enligt Leifland, förlängde krisen. I boken framgår även att utrikesministern Sven Andersson delgett amerikanska diplomater svensk underrättelseinformation om nordvietnamesisk militär aktivitet. I de hemligstämplade dokument Leifland hade tillgång till fick Andersson beröm för sin trovärdighet.    
Efter Leiflands tid i Washington var han chef för UD:s politiska avdelning 1975–1977, kabinettssekreterare 1977–1982, och under åren 1982–1991 ambassadör i London. När Leifland kom hem från London blev han ordförande i Utrikespolitiska Institutets styrelse. I massmedia har Leifland framstått som en krishanteringens diplomat, mycket på grund av att han spelade en avgörande roll vid den diplomatiska handläggningen av den sovjetiska ubåten U 137:s intrång på svenskt vatten 1981.
Leifland gav ut böckerna Svartlistningen av Axel Wenner-Gren, General Böhmes val, Frostens år samt ett stort antal uppsatser i utrikespolitiska ämnen och samtidshistoriska ämnen. Han var även, tillsammans med Gunnar Artéus, med och redigerade Svenska diplomatprofiler under 1900-talet.
Leifland var ledamot av Kungliga Krigsvetenskapsakademien sedan 1981 och ledamot av Örlogsmannasällskapet sedan 1982. Han mottog en brittisk hedersbetygelse under tjänstgöring som Sveriges ambassadör i London, Honorary Knight Grand Cross av Victoriaorden (post-nominals: GCVO).
Leifland är begravd på Norra begravningsplatsen utanför Stockholm.